# Arne Kotte
Arne Kotte (Steinkjer, 20 maart 1935 – aldaar, 8 juli 2015) was een Noors voetballer.

## Carrière
Kotte begon zijn carrière in 1951 bij Steinkjer FK. Na één seizoen trok hij naar Vålerenga IF, om drie seizoenen later terug te keren naar de club uit zijn geboortestad. In 1956 tekende hij een contract bij het Italiaanse US Palermo. Hiermee was hij de eerste Noorse voetballer in de geschiedenis die het betaald voetbal zou uitoefenen in het buitenland. Hij blesseerde zich na vijf minuten in de eerste oefenwedstrijd van het seizoen en zou nadien nooit meer opgesteld worden bij Palermo. Noodgedwongen keerde Kotte terug naar Noorwegen, waar hij aan de slag ging bij Frigg Oslo FK. Twee jaar later keerde Kotte opnieuw terug naar Steinkjer, waar hij zijn carrière in 1965 beëindigde.
Op 30 augustus 1953 debuteerde Kotte in het Noors voetbalelftal in een vriendschappelijke wedstrijd tegen Finland. In totaal zou hij negentien interlands spelen voor Noorwegen, waarin hij drie doelpunten maakte. Op 5 november 1961 sloot Kotte zijn interlandcarrière af in een oefeninterland tegen Malta; vier minuten voor tijd maakte hij de gelijkmaker (eindstand 1–1).
Kotte overleed in juli 2015 op 80-jarige leeftijd.